# Francisco Haghenbeck
Francisco Haghenbeck, né en 1965 à Mexico et mort le 4 avril 2021, est un écrivain et un scénariste de bande-dessinées mexicain. Il est également connu sous le nom réduit de F. G. Haghenbeck sous lequel ses romans sont publiés en France.

## Biographie
Francisco Haghenbeck est né en 1965 à Mexico. Il étudie l'architecture à l'Université La Salle et travaille par la suite dans des musées puis la télévision chez Televisa comme producteur et scénariste. Comme scénariste de bande-dessinée et de comics, il participe à l’écriture de la série Crimson. Pour le gouvernement mexicain, il écrit Los 7 pecados capitales, une série destinée à la prévention des crimes et délits.
Il publie son premier roman en 2006 intitulé Trago Amargo (Martini Shoot) dont l’intrigue se déroule pendant le tournage du film La Nuit de l’iguane de John Huston sur lequel le détective Sunny Pascal est chargé d’assurer la sécurité. Dans sa deuxième aventure, E Caso Tequila (L’Affaire tequila), Sunny Pascal doit protéger l’acteur Johnny Weissmuller.
Le roman Hierba santa (Le Jour des morts) raconte la biographie romancée de Frida Kahlo.
En 2018, son roman El Diablo me obligó est adapté pour la série de Netflix : Diablero.

## Œuvre

### Romans

#### SérieSunny Pascal
- Trago Amargo (2006) Publié en français sous le titre Martini Shoot, Paris, Denoël, coll. Et d’ailleurs, 2011 ; réédition, Paris, Gallimard, coll. « Folio policier » no 692, 2013.
- El Caso Tequila (2011) Publié en français sous le titre L’Affaire tequila, Paris, Denoël, coll. Et d’ailleurs, 2012 ; réédition, Paris, Gallimard, coll. « Folio policier » no 729, 2014.

#### Autres romans
- El codigo nazi (2007)
- Solamente una vez (2007)
- Hierba santa (2009) Publié en français sous le titre Le Jour des morts, Paris, L’Herne, 2012.
- Aliento a muerte (2010)
- El Diablo me obligo (2011)
- La Primavera del mal (2013)

### Bandes dessinées
- Crimson (1998-2000)